# Lestodiplosis floridana
Lestodiplosis floridana är en tvåvingeart som beskrevs av Oskar Augustus Johannsen 1945. Lestodiplosis floridana ingår i släktet Lestodiplosis och familjen gallmyggor.
Artens utbredningsområde är Florida. Inga underarter finns listade i Catalogue of Life.